# Fiesta Nacional del Chamamé
La Fiesta del Chamamé se celebra en la ciudad de Corrientes, Argentina, específicamente en el Anfiteatro Cocomarola y en el Puente Pexoa, donde cada año durante varios días del mes de enero, suena y se baila el chamamé, un género musical de origen folclórico característico de la región oriental de Argentina, el Paraguay, Río Grande del Sur y algunos pueblos de sur de Brasil, y Uruguay.
Cada año, durante el mes de enero, se realiza la fiesta Nacional y del Mercosur del chamamé. El género sintetiza en sus melodías, su poesía y su danza el verdadero núcleo de la cultura correntina. Cuenta con las actuaciones de un sinnúmero de artistas de la región, invitados de Uruguay, Paraguay y Brasil y de otras provincias de nuestro país. 
Las figuras más destacadas del chamamé se presentan durante diez noches consecutivas en el Anfiteatro «Mario del Tránsito Cocomarola», escenario principal de la Fiesta Nacional del Chamamé. Este evento se considera una de las celebraciones populares más significativas de Argentina. En el marco del festival, se destaca el emblemático «Sapukái», un grito tradicional que surge desde lo profundo y expresa emociones intensas, consolidándose como un símbolo cultural de esta música y su comunidad.
En el año 2025, la Fiesta Nacional del Chamamé celebró su 34.ª edición, junto con la 20.ª Fiesta del Chamamé del MERCOSUR y la 4.ª Celebración Mundial del Chamamé. Este último evento conmemora un aniversario más desde la declaración del chamamé como Patrimonio Cultural Inmaterial de la Humanidad por parte de la UNESCO en 2020.
En el año 2026, para la 35.ª edición de la Fiesta Nacional del Chamamé, 21ª Fiesta del Chamamé del MERCOSUR y 5º Celebración Mundial del Chamamé se llevará a cabo del 16 al 26 de enero bajo el lema "Chamamé. Refugio de Nuestra Identidad", destacando el valor de esta música como un elemento central de la cultura y el sentir del pueblo correntino.